# Самјуел Ф. Хантингтон
Самјуел Филипс Хантингтон (енгл. Samuel Phillips Huntington; Њујорк, 18. април 1927 — Мартас Винјард, 24. децембар 2008) био је амерички политиколог, саветник и академик. Више од половине века провео је на Универзитету Харвард, где је радио као директор Центра за међународне послове и универзитетски професор.
Познат је по својој теорији из 1993. године, Сукоб цивилизација, о новом светском поретку после хладног рата. Тврдио је да се будући ратови неће водити између држава, већ између култура, као и да ће исламска цивилизација постати највећа претња западној доминацији светом. Заслужан је за помоћ у обликовању америчких погледа на цивилно-војне односе, политички развој и упоредну владу.

## Биографија
Рођен је 18. априла 1927. у Њујорку. Са 18 година дипломирао је на Универзитету Јејл. Између априла 1946. и маја 1946. служио је у Армији САД, а био је стациониран у Њупорт Њузу. Мастер студије завршио је на Универзитету у Чикагу, а докторске студије на Универзитету Харвард, где је почео да предаје с 23 године.